# 괴산 지장리 석조여래좌상
괴산 지장리 석조여래좌상(槐山 芝莊里 石造如來坐像)은 충청북도 괴산군 불정면 지장리에 있는 석불이다. 1998년 11월 20일 충청북도의 문화재자료 제27호로 지정되었다.

## 개요
충청북도 괴산군 불정면 지장리에 있는 이 불상은 조선시대의 미륵신앙과 관련된 것으로, 숙련된 석공에 의해 제작된 것이 아니라 불교를 믿는 마을 사람들에 의하여 만들어졌다.
자연석의 형태를 최대한 이용하여 앞면에 불상을 조각하였으며, 머리 위의 튀어나온 부분을 약간 손질하여 보개(寶蓋)를 표현하였다. 얼굴은 둥근 형태로 살이 많이 찐 듯하며, 눈·코·입 등의 윤곽이 뚜렷하지만 표현은 매우 서툰 편이다. 두 손의 모양과 무릎의 표현 또한 어색하지만 불상의 모습을 나타내려고 애쓴 모습이 역력하다.
불상이 만들어진 정확한 시기는 알 수 없으나 조선시대 민간신앙을 엿볼 수 있는 귀중한 자료이다.

## 참고 자료
- 괴산 지장리 석조여래좌상 - 국가유산청 국가유산포털